# Comuna Stockholm
Stockholm (Stockholms kommun) este o comună din comitatul Stockholms län, Suedia, cu o populație de 987.661 locuitori (2021).

## Geografie

### Zone urbane
Lista celor mai mari zone urbane din comună (anul 2015) conform Biroului Central de Statistică al Suediei:
| Nr | Zona urbană | Pop.      |
| -- | ----------- | --------- |
| 1  | Stockholm   | 1.515.017 |

## Demografie
| \| Evoluția demografică în comuna Stockholm, 1970–2015 \| Evoluția demografică în comuna Stockholm, 1970–2015 \| Evoluția demografică în comuna Stockholm, 1970–2015 \| Evoluția demografică în comuna Stockholm, 1970–2015 \| Evoluția demografică în comuna Stockholm, 1970–2015 \| \| ----------------------------------------------------------------------------------------------------- \| --------------------------------------------------- \| --------------------------------------------------- \| --------------------------------------------------- \| --------------------------------------------------- \| \| An \| \| \| Locuitori \| \| \| 1970 \| 1970 \| \| 744912 \| 744912 \| \| 1975 \| 1975 \| \| 665202 \| 665202 \| \| 1980 \| 1980 \| \| 647214 \| 647214 \| \| 1985 \| 1985 \| \| 659030 \| 659030 \| \| 1990 \| 1990 \| \| 674452 \| 674452 \| \| 1995 \| 1995 \| \| 711119 \| 711119 \| \| 2000 \| 2000 \| \| 750348 \| 750348 \| \| 2005 \| 2005 \| \| 771038 \| 771038 \| \| 2010 \| 2010 \| \| 847073 \| 847073 \| \| 2015 \| 2015 \| \| 923516 \| 923516 \| \| Sursa: SCB - Statistika Centralbyrån, Folkmängd efter region, civilstånd, ålder och kön. År 1968–2016 \| \| \| \| \| |      |  |           |        |
| Evoluția demografică în comuna Stockholm, 1970–2015 |      |  |           |        |
| An |      |  | Locuitori |        |
| 1970 | 1970 |  | 744912    | 744912 |
| 1975 | 1975 |  | 665202    | 665202 |
| 1980 | 1980 |  | 647214    | 647214 |
| 1985 | 1985 |  | 659030    | 659030 |
| 1990 | 1990 |  | 674452    | 674452 |
| 1995 | 1995 |  | 711119    | 711119 |
| 2000 | 2000 |  | 750348    | 750348 |
| 2005 | 2005 |  | 771038    | 771038 |
| 2010 | 2010 |  | 847073    | 847073 |
| 2015 | 2015 |  | 923516    | 923516 |
| Sursa: SCB - Statistika Centralbyrån, Folkmängd efter region, civilstånd, ålder och kön. År 1968–2016 |      |  |           |        |